# Дакс, Йозеф
Йозеф Дакс (нем. Josef Dachs; 30 сентября 1825, Регенсбург — 6 июня 1896, Вена) — австрийский пианист и музыкальный педагог.
Ученик Карла Черни и Симона Зехтера.
С 1850 г. — профессор Венской консерватории. Среди его учеников — Антон Рубинштейн, Фердинанд Лёве, Генрих Янох, Хуго Вольф, Леош Яначек, Владимир фон Пахман, Юлиуш Зарембский, Эдуард Вахман, Изабелла Венгерова и др.
Ганс Ротт посвятил Даксу свой квинтет.